# Peribatodes australaria
Peribatodes australaria är en fjärilsart som beskrevs av Curtis 1826. Peribatodes australaria ingår i släktet Peribatodes och familjen mätare. Inga underarter finns listade i Catalogue of Life.